# Presentatie van Maria

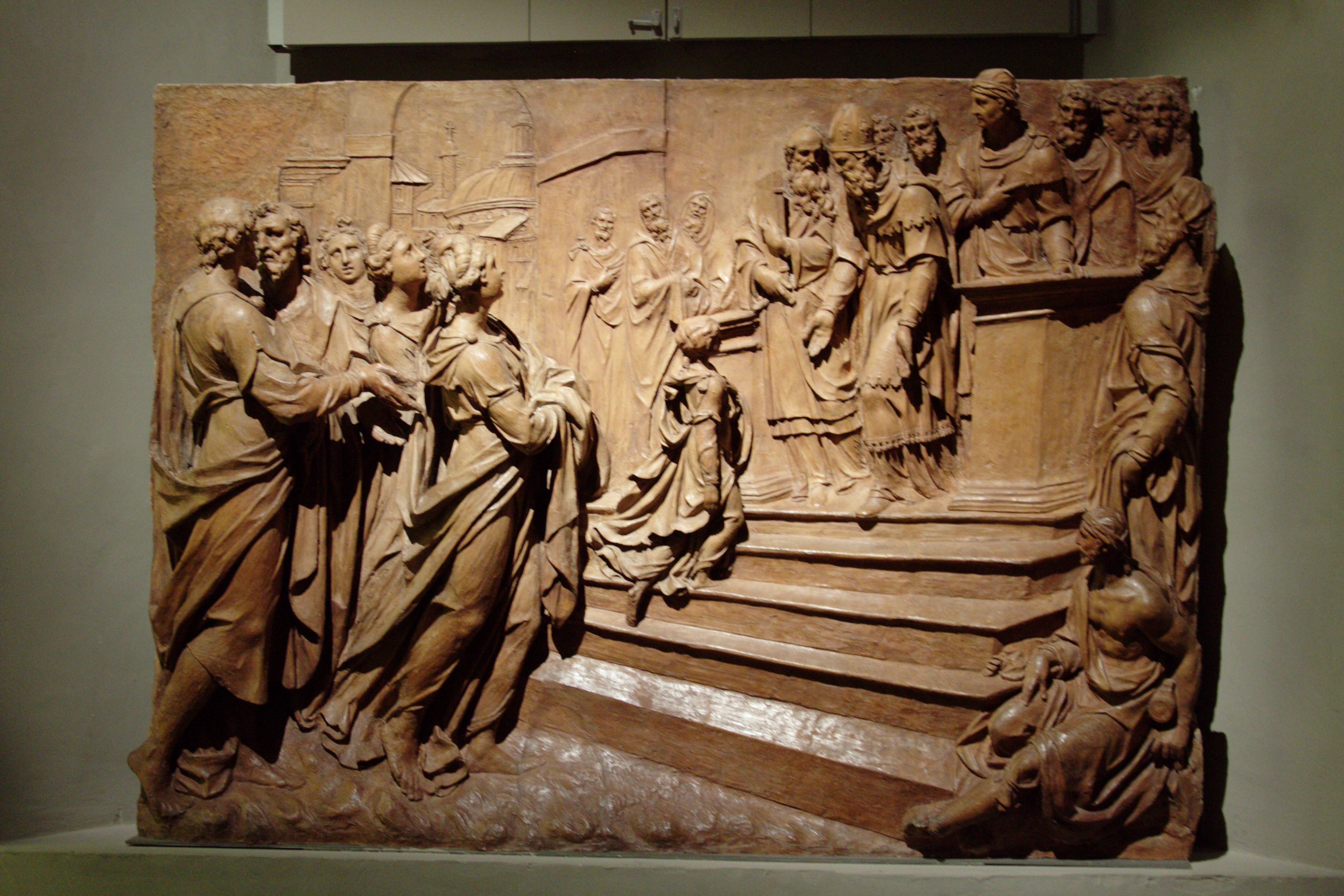
Presentatie van Maria, Milaan, Palazzo Reale.

De Presentatie van Maria is een thema in de schilder- en beeldhouwkunst dat de Opdracht van Maria in de tempel afbeeldt. Het thema dat al vrij vroeg voorkomt in de schilderkunst werd vooral populair in de renaissance en de barok. Het tafereel werd ook afgebeeld in de Byzantijnse dodekaorton, de twaalf belangrijkste kerkelijke feesten van het jaar.
De presentatie stelt het moment voor waarop Maria, volgens de traditie  op driejarige leeftijd, door haar ouders Anna en Joachim naar de tempel van Jeruzalem gebracht wordt om daar dienst te doen als tempelmaagd. Anna zou volgens het apocriefe Proto-evangelie van Jakobus een gelofte in die zin hebben gedaan omdat ze kinderloos bleef.
In de Rooms-Katholieke Kerk werd het feest pas officieel in de kalender opgenomen vanaf de 14e eeuw door Paus Gregorius XII, maar het gegeven was al veel eerder overgenomen door de westerse kerk. Het was bekend in de elfde eeuw in Anglo-Saksisch Engeland en er zijn al afbeeldingen van het thema in de vroege veertiende eeuw (zie  galerij). De oosters-orthodoxe kerken had het feest al veel eerder opgenomen. Het kwam voor in het  menologium van Basilius II van het einde van de tiende eeuw, maar het was al eerder vermeld in de zevende of achtste eeuw. De orthodoxen noemen deze feestdag de Tempelgang van de Heilige Moeder Gods.
De iconografie van het thema was al zeer vroeg vrij gestandaardiseerd. Meestal wordt Maria alleenstaand afgebeeld terwijl ze de trappen naar de tempel opgaat, waar bovenaan een hogepriester op haar staat te wachten. Ze wordt voorgesteld als jong meisje maar niet als driejarige. Ze draagt meestal een wit of blauw gewaad, symbool van de zuiverheid, en heeft lang loshangend haar. Onderaan de trappen worden Joachim en Anne afgebeeld.
In de orthodoxe traditie wordt dit tafereel vrij gelijkaardig afgebeeld, maar het bevat steeds een afbeelding van de engel Gabriël die Maria komt voeden met hemels manna. Dit icoon dat deel zal gaan uitmaken van de Iconostase begint zich te verspreiden vanaf de 9e eeuw na de tweede iconoclastische periode.

## Galerij

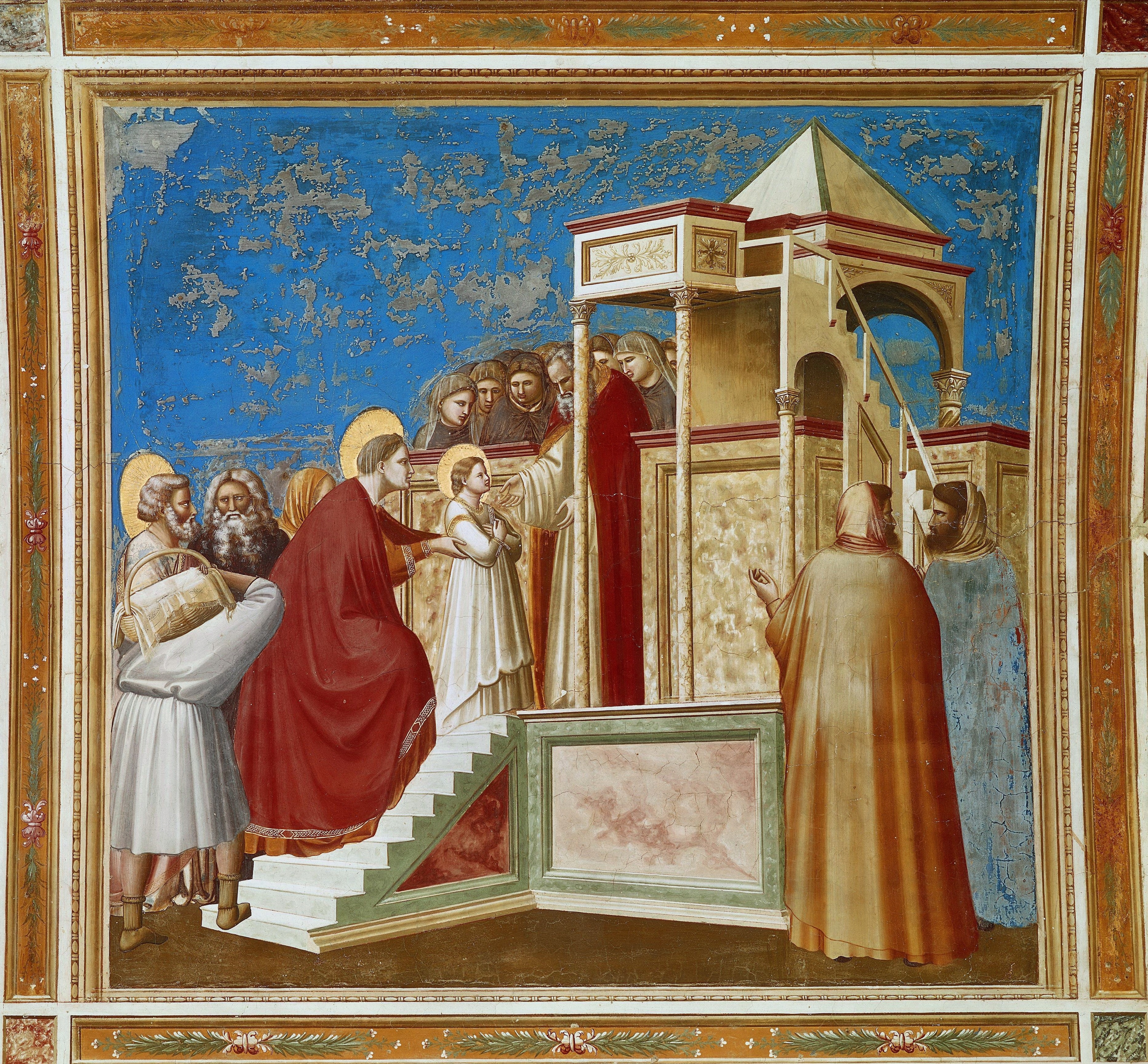
Giotto di Bondone, Presentatie van Maria, Padua, Cappella degli Scrovegni, ca. 1305.
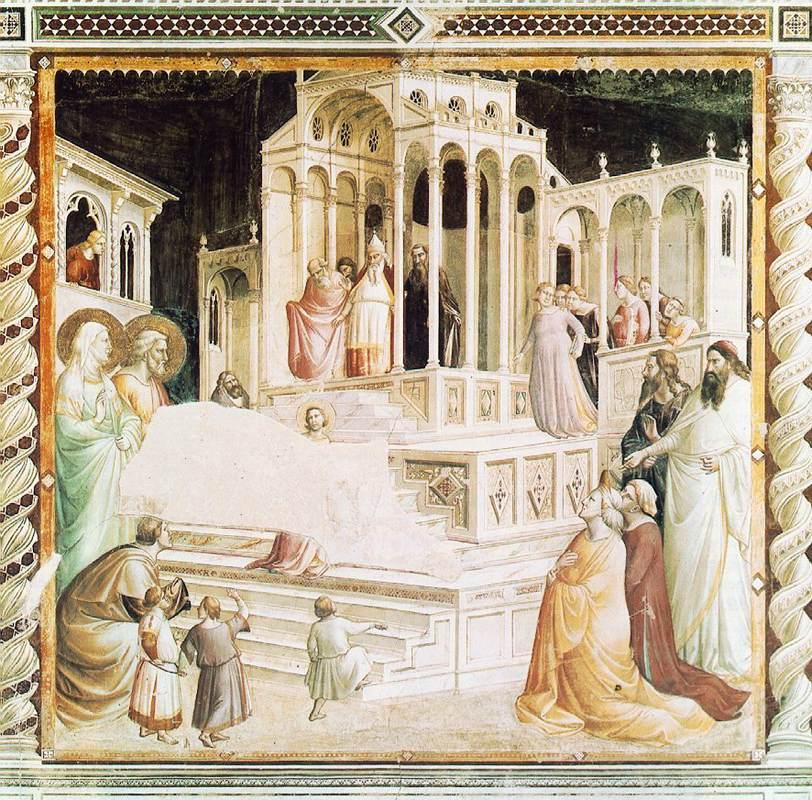
Taddeo Gaddi, Presentatie van Maria, Florence, Santa Croce, Baroncelli kapel, ca. 1330.
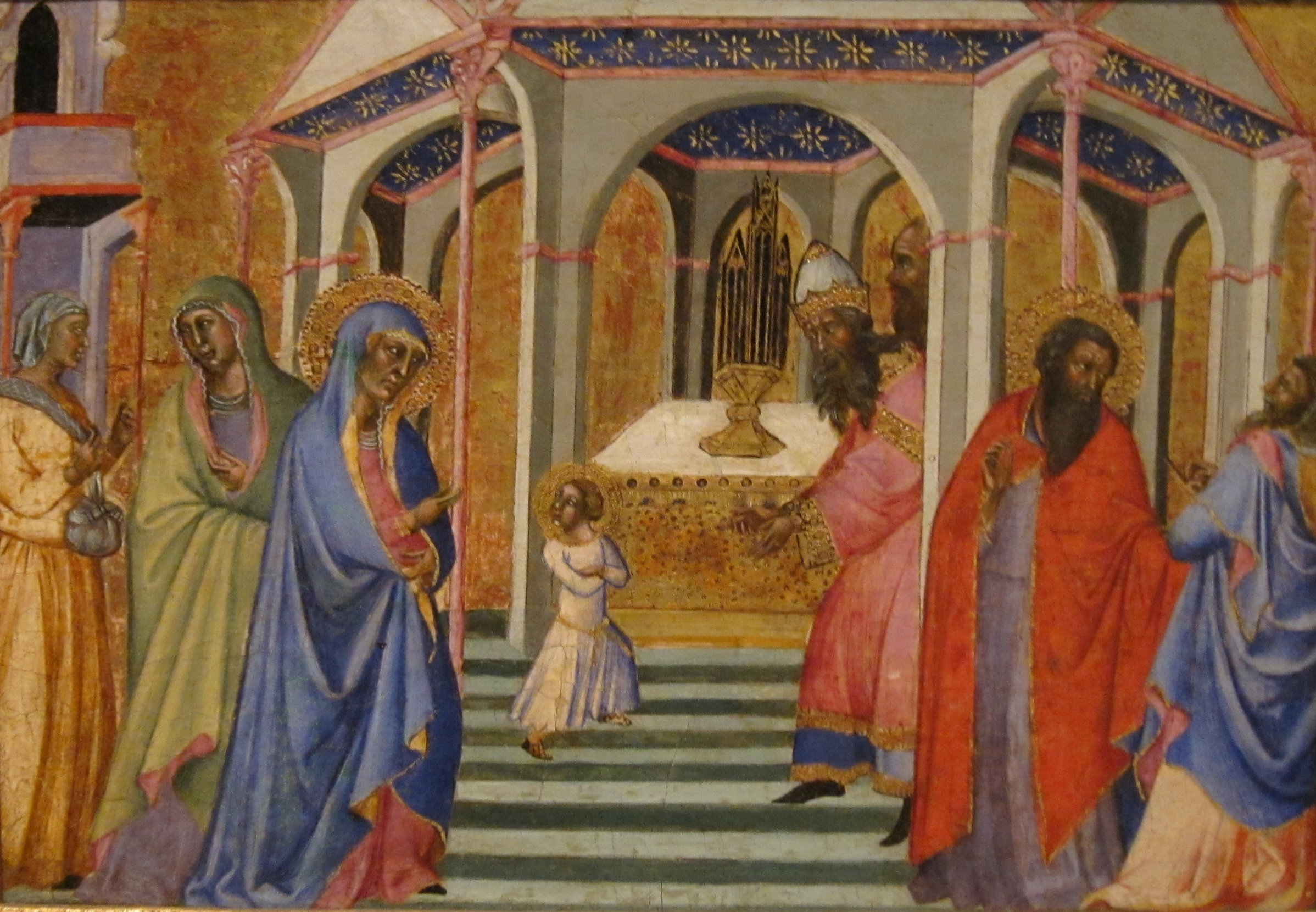
Bartolo di Fredi, Presentatie van Maria, ca. 1360.
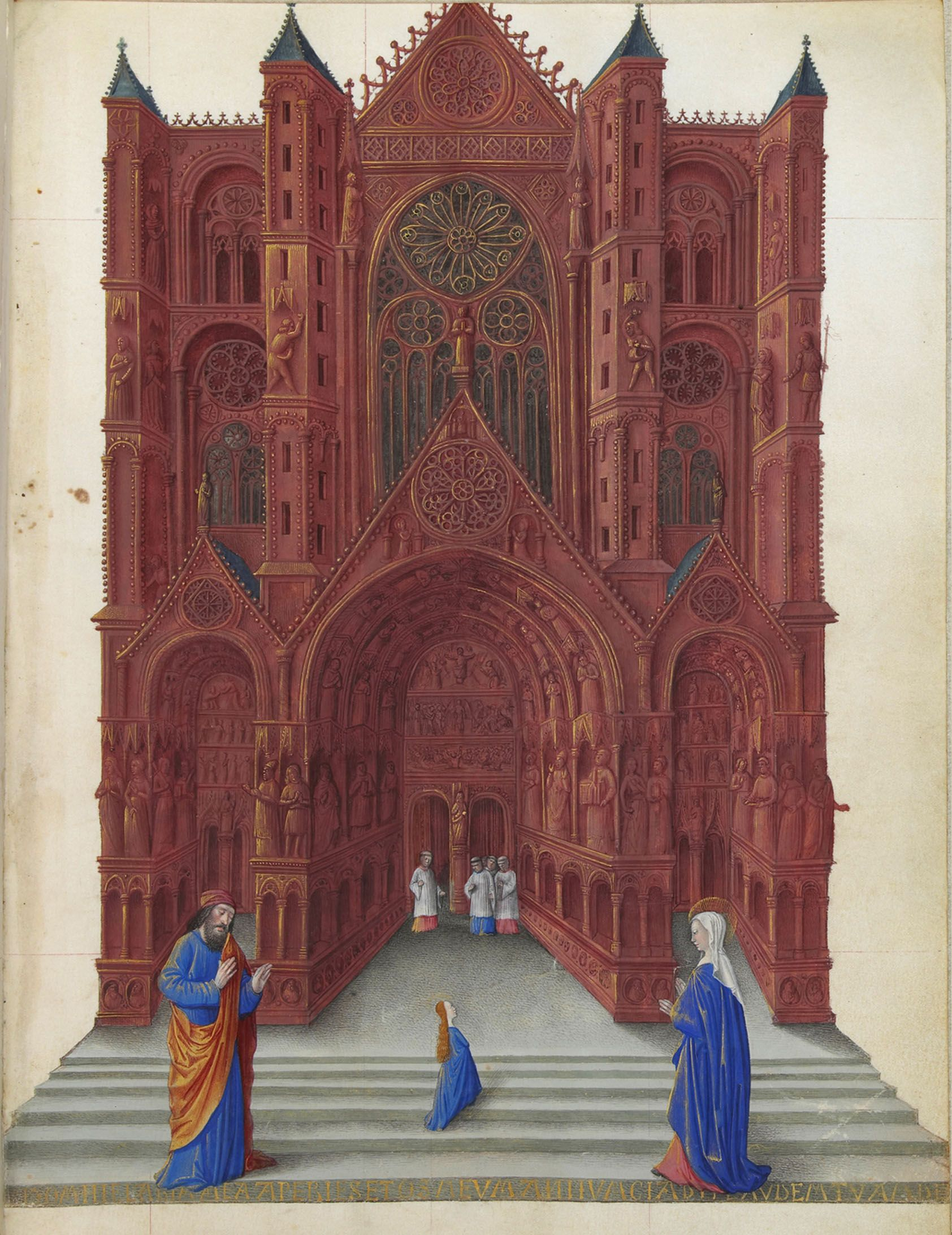
Gebroeders van Limburg, Miniatuur f137r uit de Très Riches Heures du duc de Berry, c. 1415.
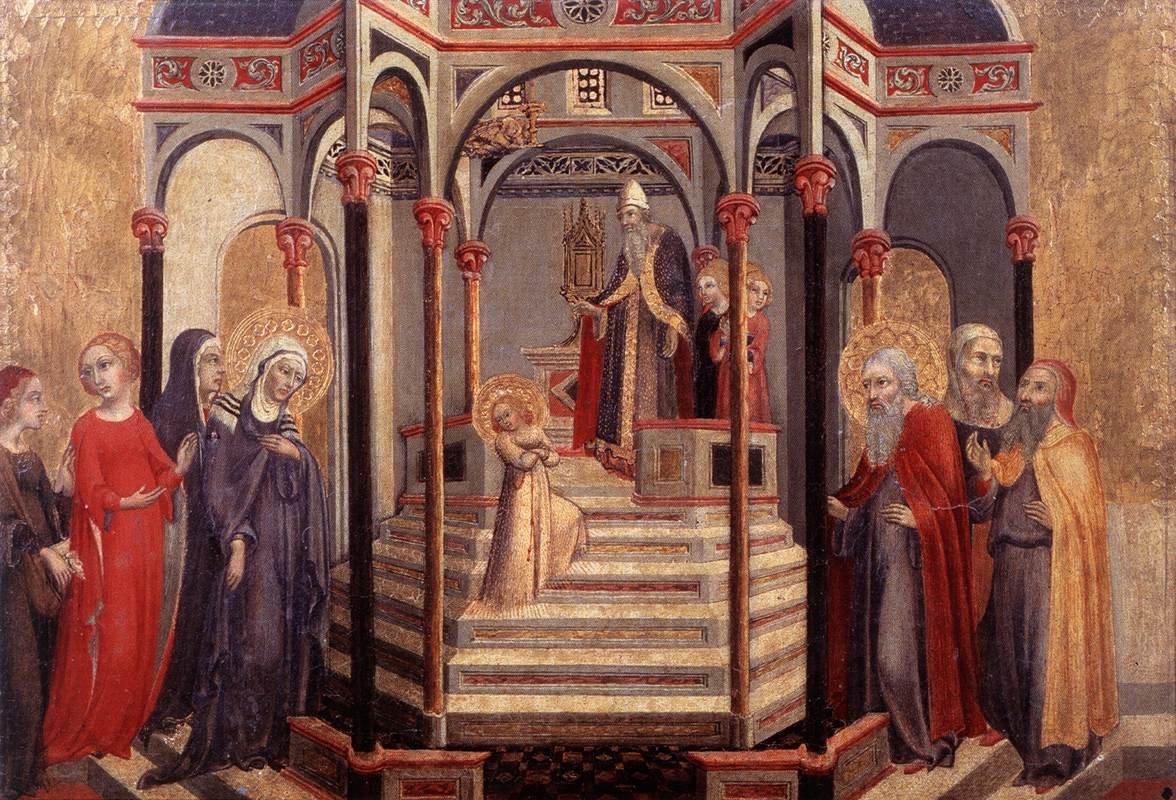
Sano di Pietro, Presentatie van Maria, ca. 1450.
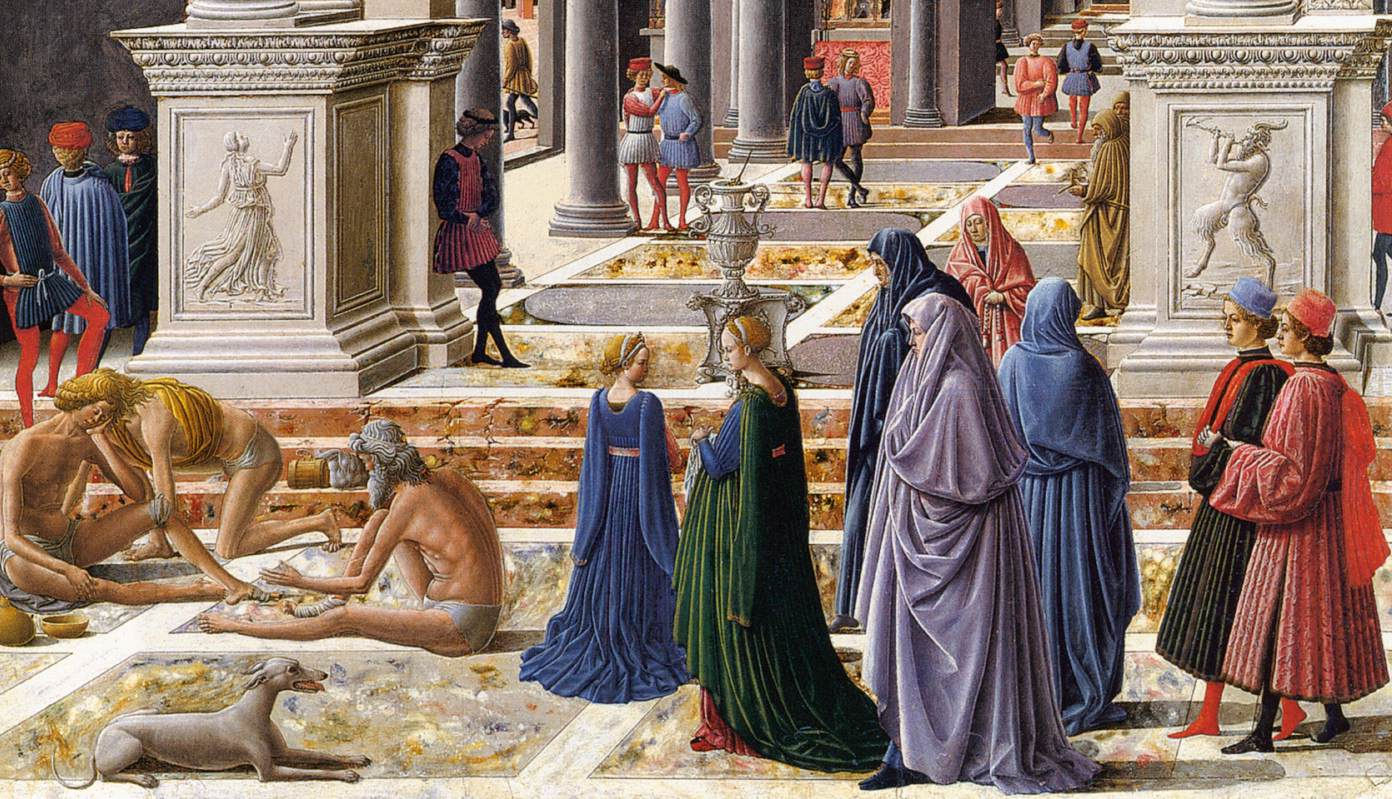
Fra Carnevale, Presentatie van Maria, (detail), ca. 1467.
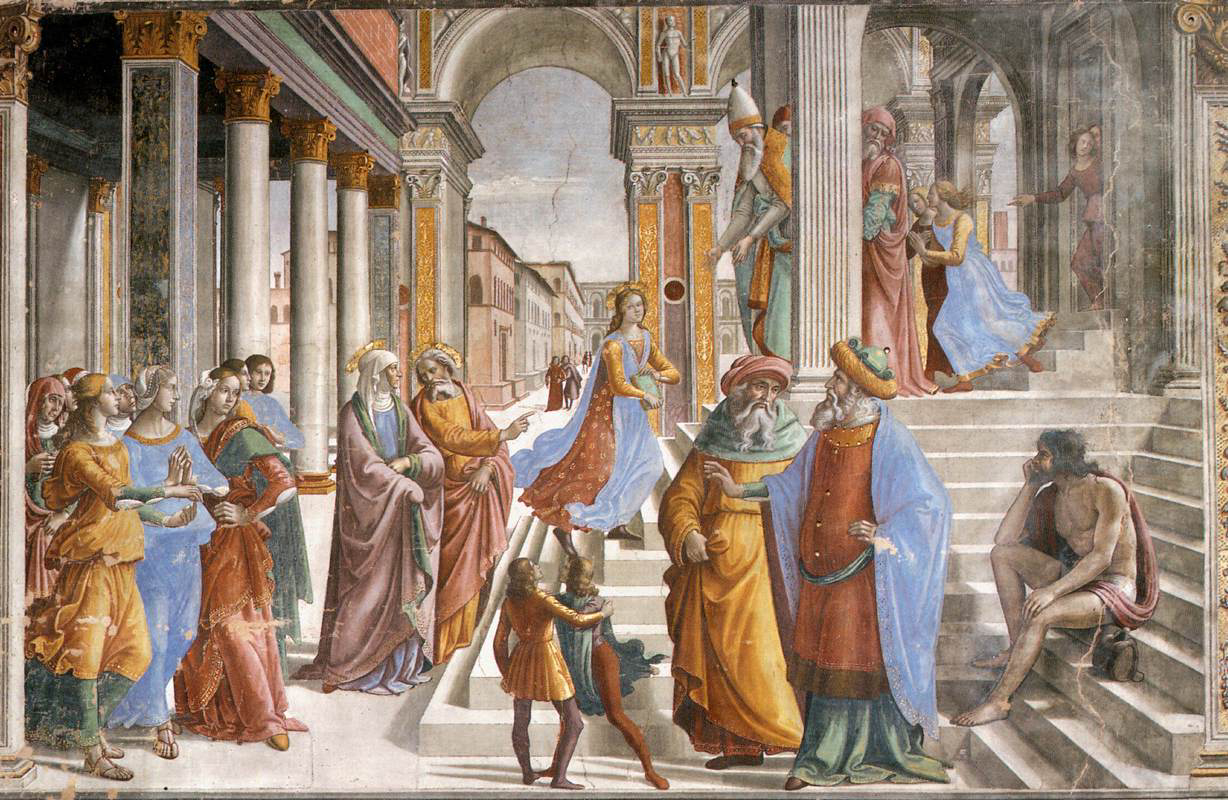
Domenico Ghirlandaio, Presentatie van Maria, Florence, Santa Maria Novella, Tornabuoni Chapel, 1486-90.
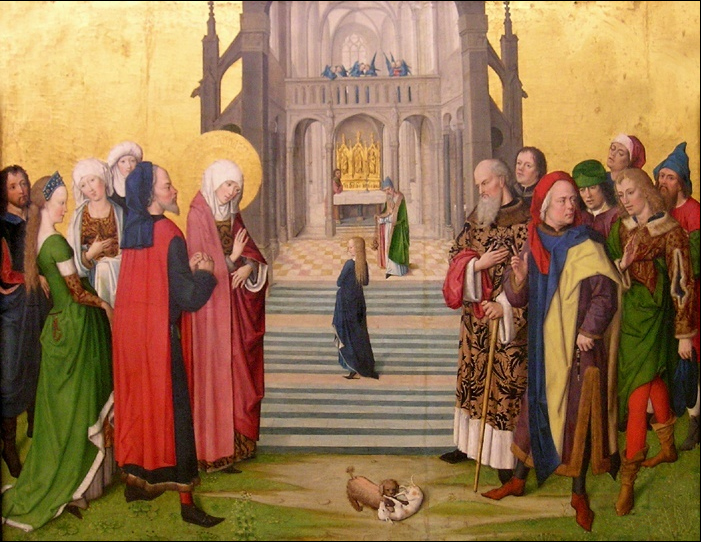
Meester van het leven van Maria, Presentatie van Maria, 15e eeuw.
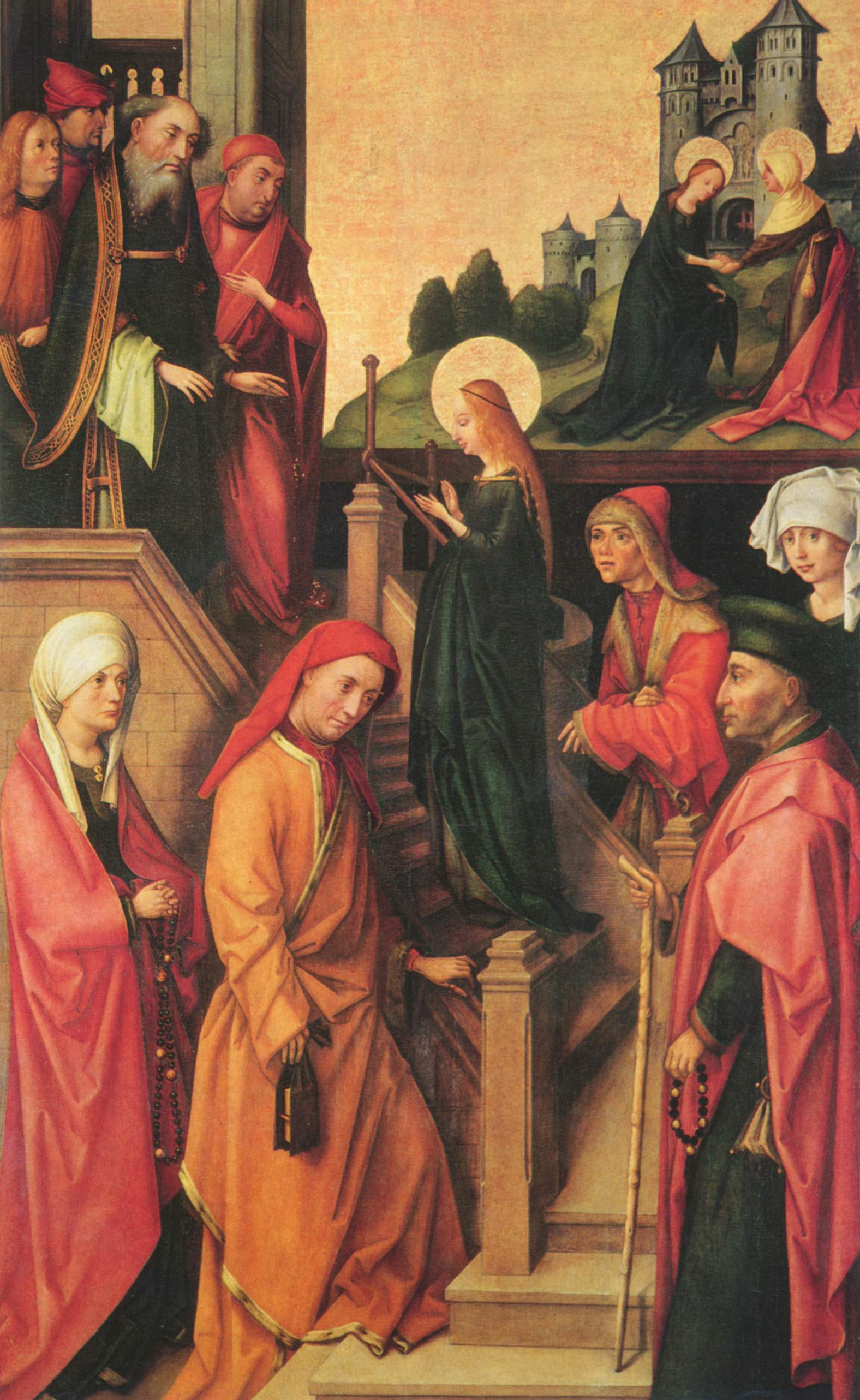
Hans Holbein de oude, Presentatie van Maria, 1493.
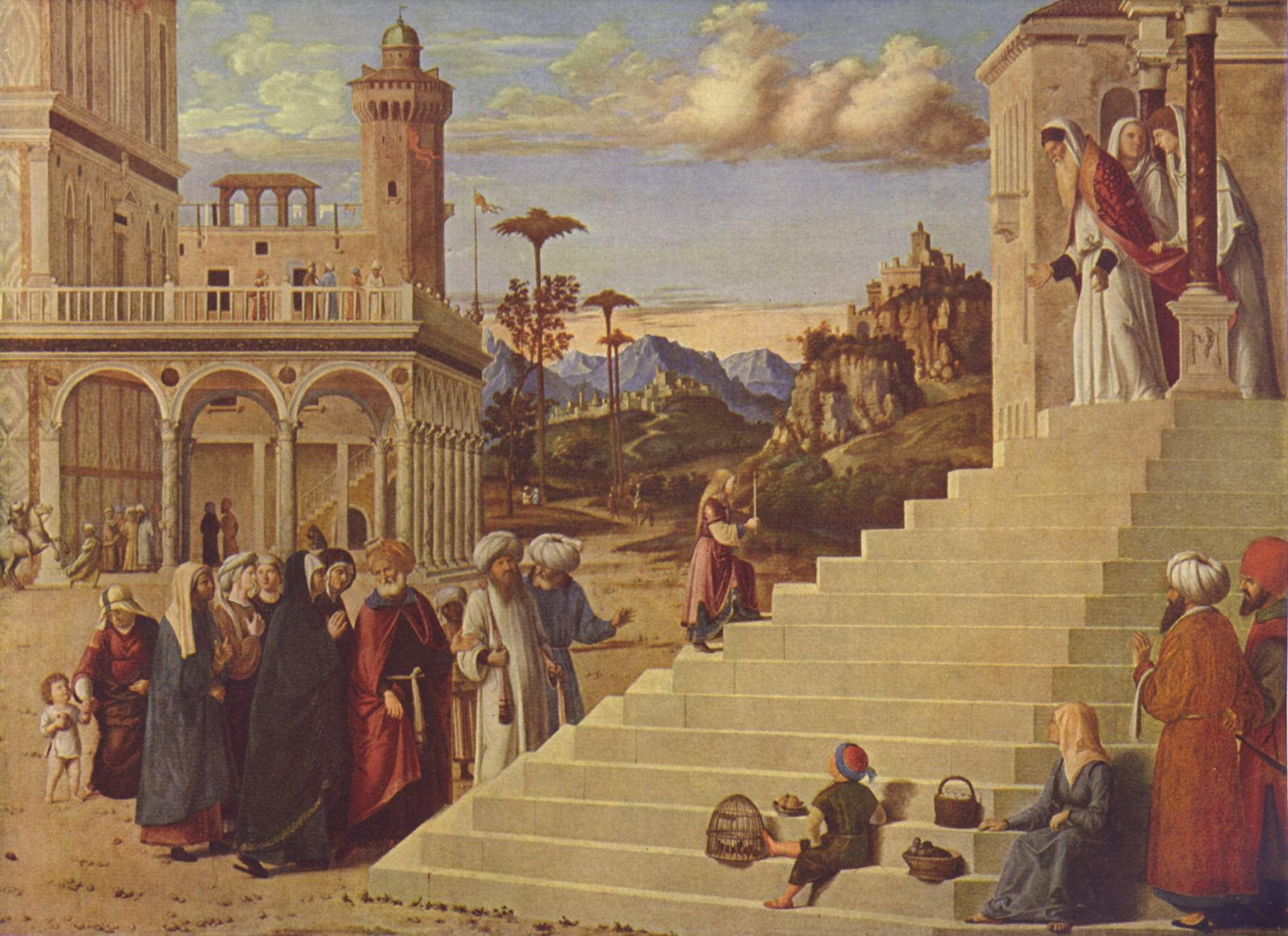
Giovanni Battista Cima, Presentatie van Maria, circa 1500.
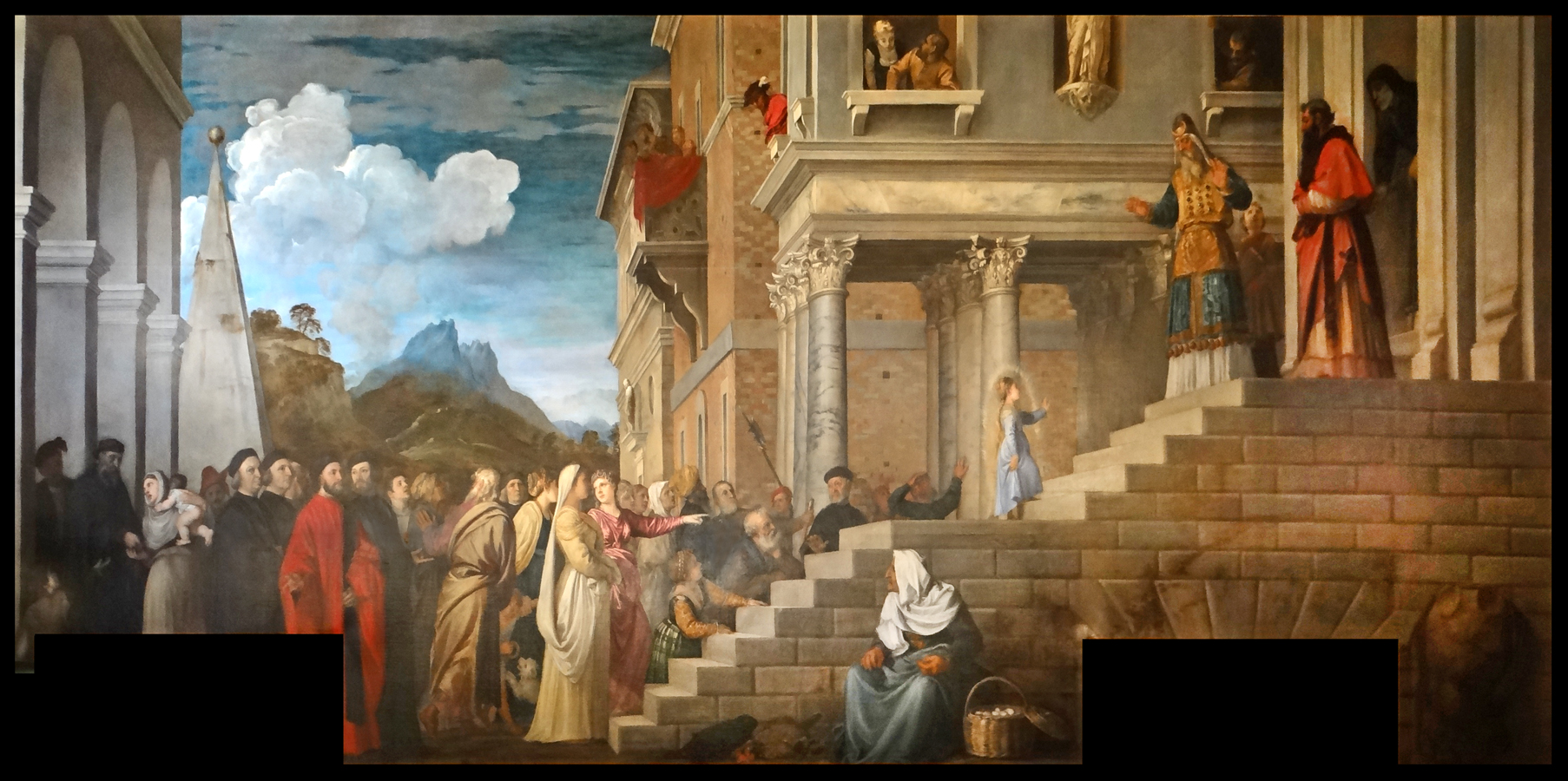
Titiaan, Presentatie van Maria, ca. 1535.
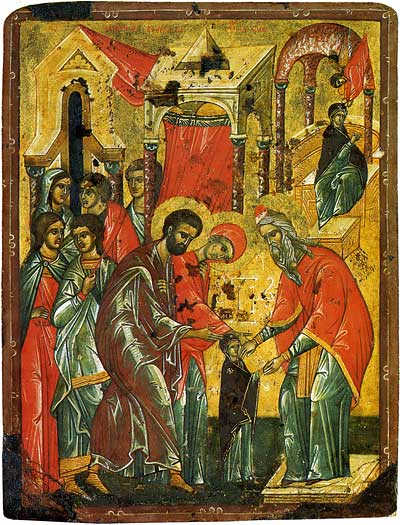
Intrede van de heilige Theotokos in de Tempel (Russisch icoon, 15e eeuw).
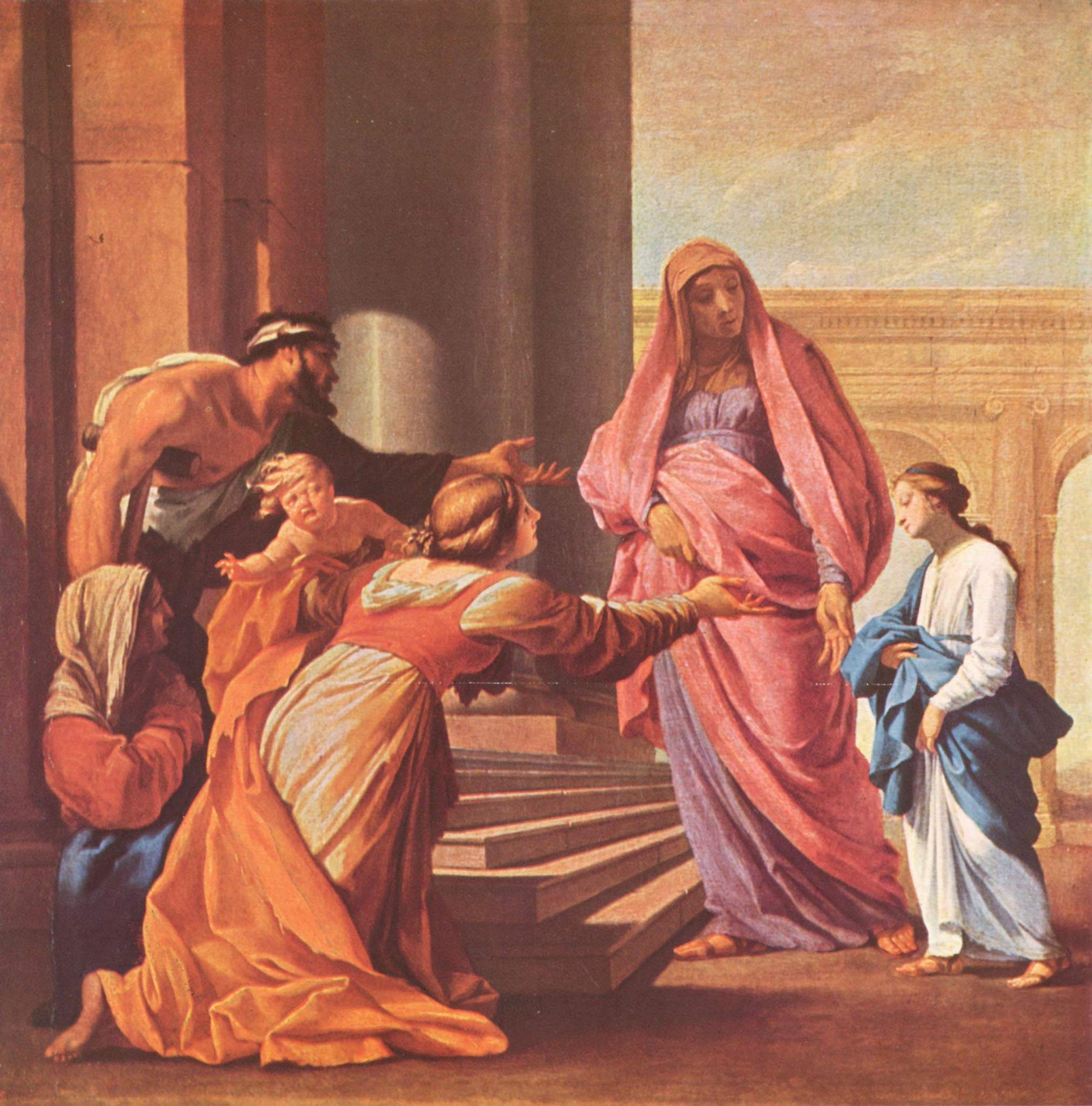
Eustache Le Sueur, Presentatie van Maria, 1640-1645.
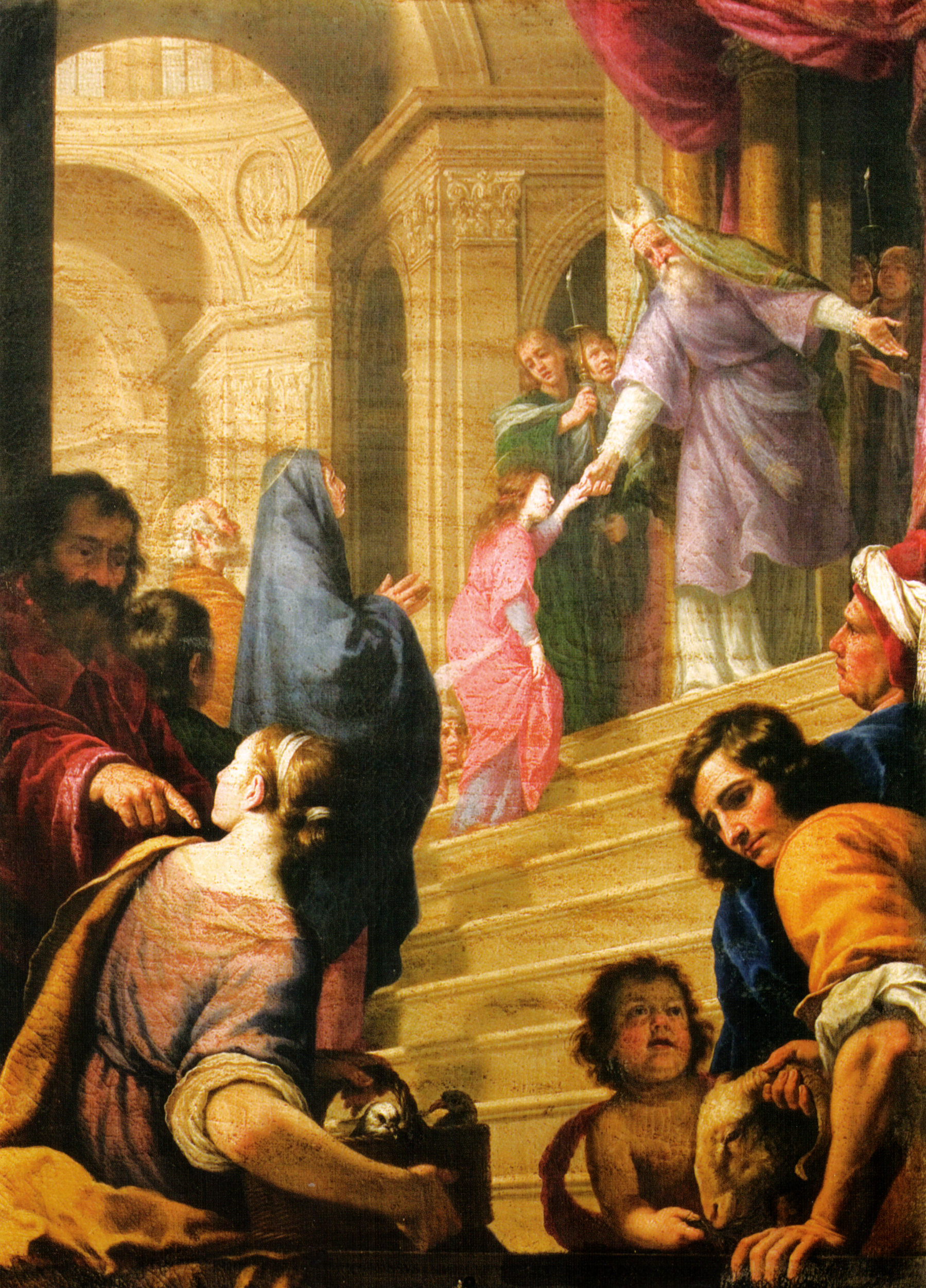
Alfonso Boschi, Presentatie van Maria, 17e eeuw.
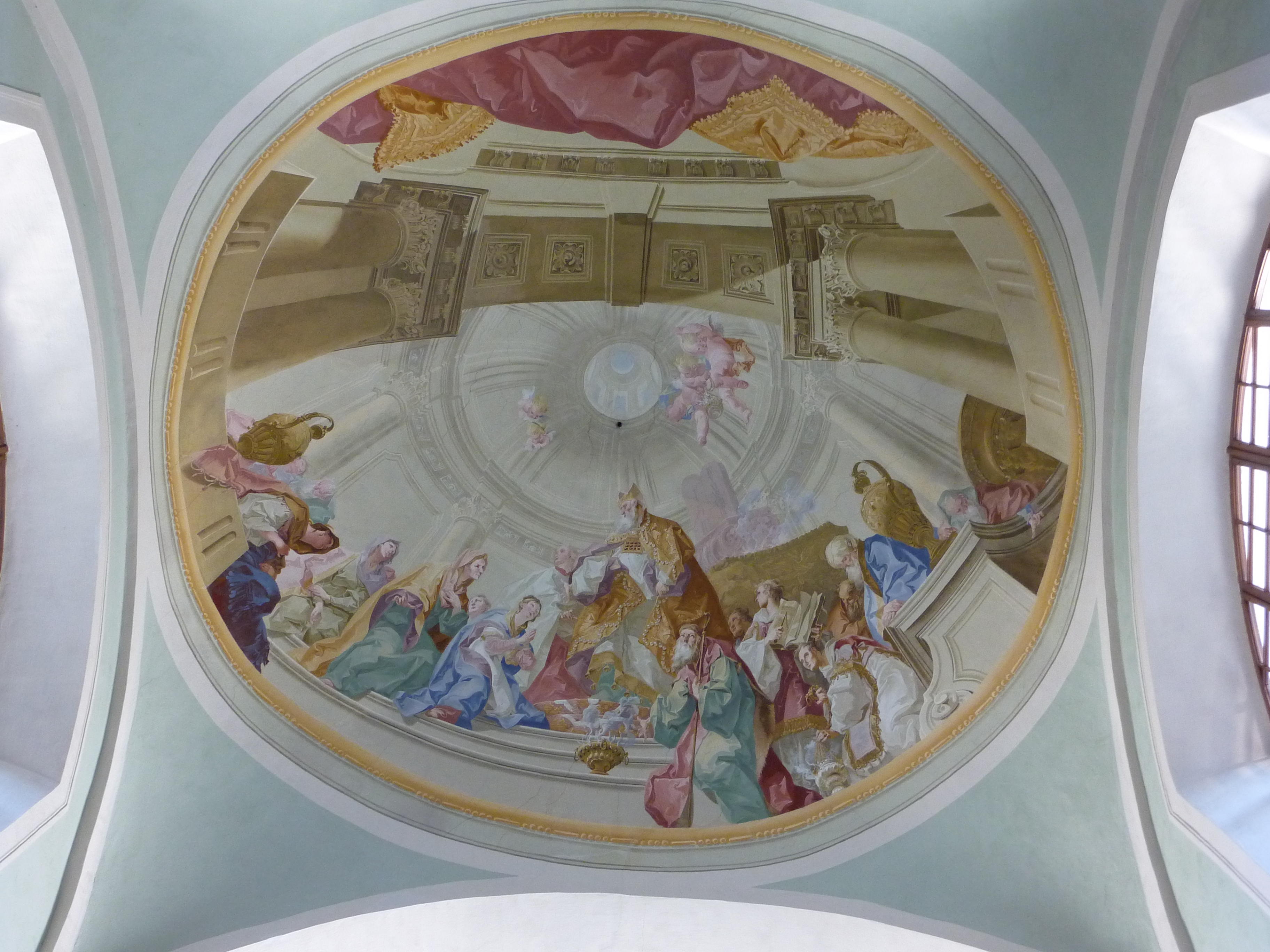
Johann Wenzel Bergl, fresco met de Presentatie van Maria, Pfarr- und Wallfahrtskirche Mariae Himmelfahrt, Kleinmariazell, Niederösterreich, ca.1765